# Pręt (wyrób hutniczy)

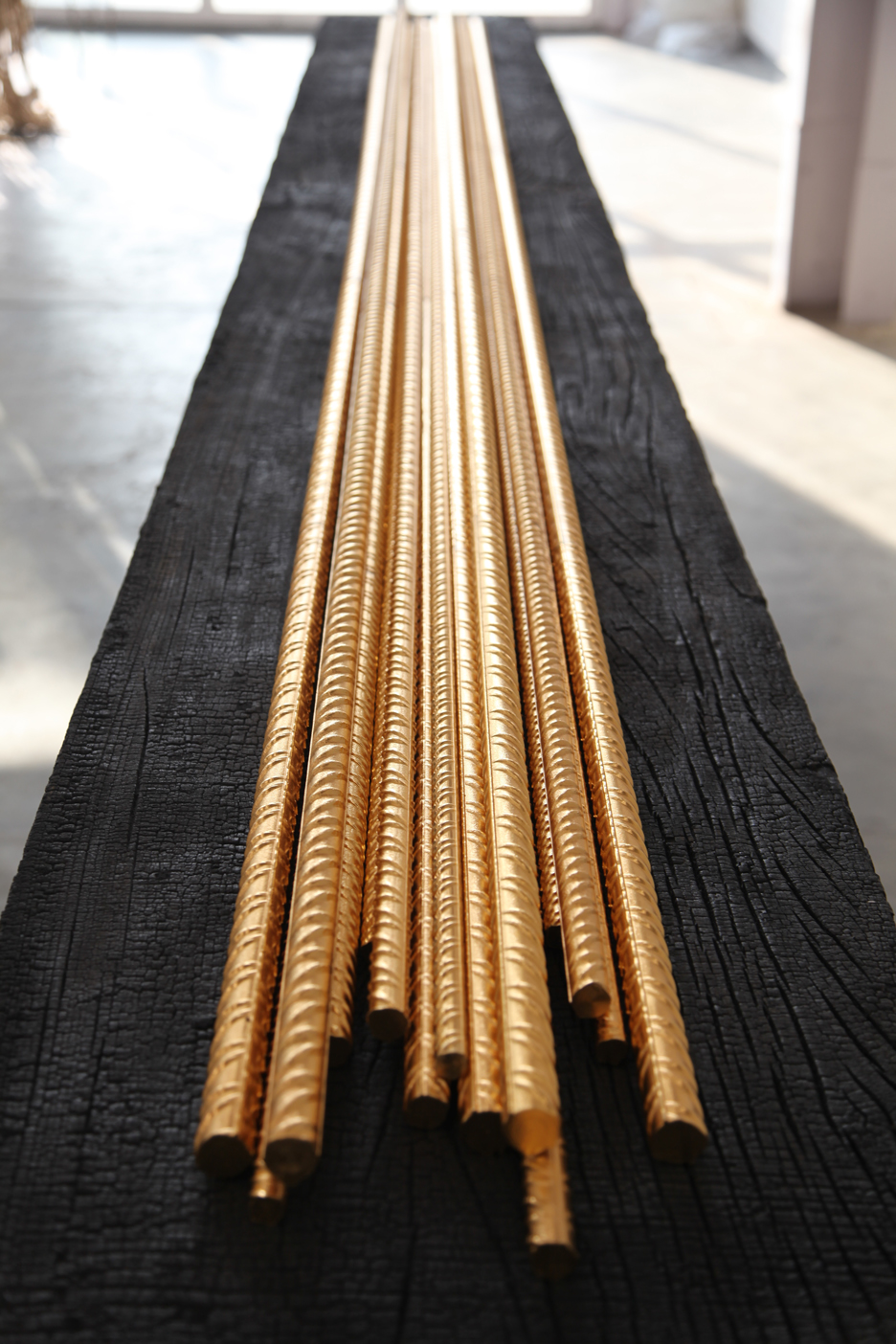
Pręty żebrowane

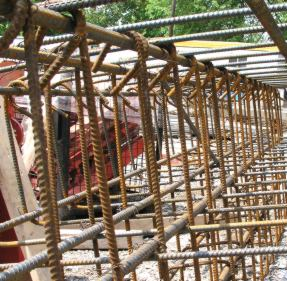
Szkielet zbrojenia stalowego z okrągłych prętów karbowanych przygotowany do wykonania elementu żelbetowego

Pręt – wyrób hutniczy o wymiarach poprzecznych znacznie mniejszych niż długość (stosunek wymiaru poprzecznego do długości wynosi od 0,001 do 0,35), mający dużą sztywność (zwykle w celu jego deformacji należy użyć znacznych sił i specjalistycznych urządzeń). Pręty wytwarzane są przez walcowanie lub ciągnienie.
Dostępne są pręty o przekrojach:
- okrągłym – średnice od 8 do 250 mm
- sześciokątnym – średnica okręgu wpisanego 8 do 62 mm
- kwadratowym – krawędź 8 do 180 mm
- prostokątnym – szerokość 12 do 150 mm, grubość 5 do 60 mm.

Pręt stalowy charakteryzowany jest (w Polskich Normach) przez następujące cechy:
- średnicę lub wymiary przekroju
- gatunek stali
- klasę stali.

Dla łatwiejszego rozróżnienia klasy stali pręty wykonuje się jako gładkie (klasy A-0 i A-I) lub żebrowane (klasy A-II, A-III i A-IIIN). W przypadku prętów żebrowanych średnica jest uśredniana, to znaczy, że średnica wynika z ilości materiału, a nie konkretnego wymiaru pręta. Pręty wykonuje się z różnego typu metalu. Najbardziej popularne to pręty stalowe oraz pręty aluminiowe.
Pręty aluminiowe wykonane są z różnych gatunków stopów aluminium, które wyróżniają się swoimi specyficznymi właściwościami. Z tego względu, należy przy doborze gatunku kierować się przyszłym zastosowaniem. Wyróżnia się pręty wykonane z takich gatunków aluminium:
- EN AW 6082 / PN PA4 – o wysokiej wytrzymałości mechanicznej i udarności, średniej wytrzymałości zmęczeniowej, dobrej spawalności i obrabialności, bardzo dobrej odporności na korozję;
- EN AW 6061 / PN PA45 – o dobrych właściwościach mechanicznych, dobrej spawalności i obrabialności, bardzo dobrej odporności na korozję;
- EN AW 6060 / PN PA38 – o średniej wytrzymałości zmęczeniowej i na rozciąganie, bardzo dobrej spawalności i niskiej obrabialności, bardzo dobrej odporności na korozję;
- EN AW 7075 / PN PA9 – o wysokiej wytrzymałości mechanicznej i bardzo wysokiej wytrzymałości zmęczeniowej, dobrej obrabialności, średniej odporności na korozję;
- EN AW 7022 (Certal) – o wysokich własnościach wytrzymałościowych, dobrej obrabialności, niskiej odporności na korozję;
- EN AW 2017 / PN PA6 – o wysokiej wytrzymałości zmęczeniowej i na rozciąganie, dobrej obrabialności i słabej spawalności, średniej odporności na korozję;
- EN AW 2007 – o wysokiej wytrzymałości zmęczeniowej i na rozciąganie, dobrej obrabialności, średniej odporności na korozję.

Pręty używane są do produkcji wyrobów przez obróbkę skrawaniem albo stosowane jako elementy konstrukcji (kratownic, ram) lub do zbrojenia żelbetu. Dostarczane są jako wyroby indywidualne (przy większych wymiarach poprzecznych) lub w wiązkach (przy mniejszych wymiarach poprzecznych).
Pręt o przekroju okrągłym, którego stosunek wymiaru poprzecznego do długości jest mniejszy niż 0,001, nazywany jest drutem.